# Pouzolzia pentandra
Pouzolzia pentandra är en nässelväxtart som först beskrevs av William Roxburgh, och fick sitt nu gällande namn av John Johannes Joseph Bennett. Pouzolzia pentandra ingår i släktet Pouzolzia och familjen nässelväxter. Inga underarter finns listade i Catalogue of Life.

## Bildgalleri

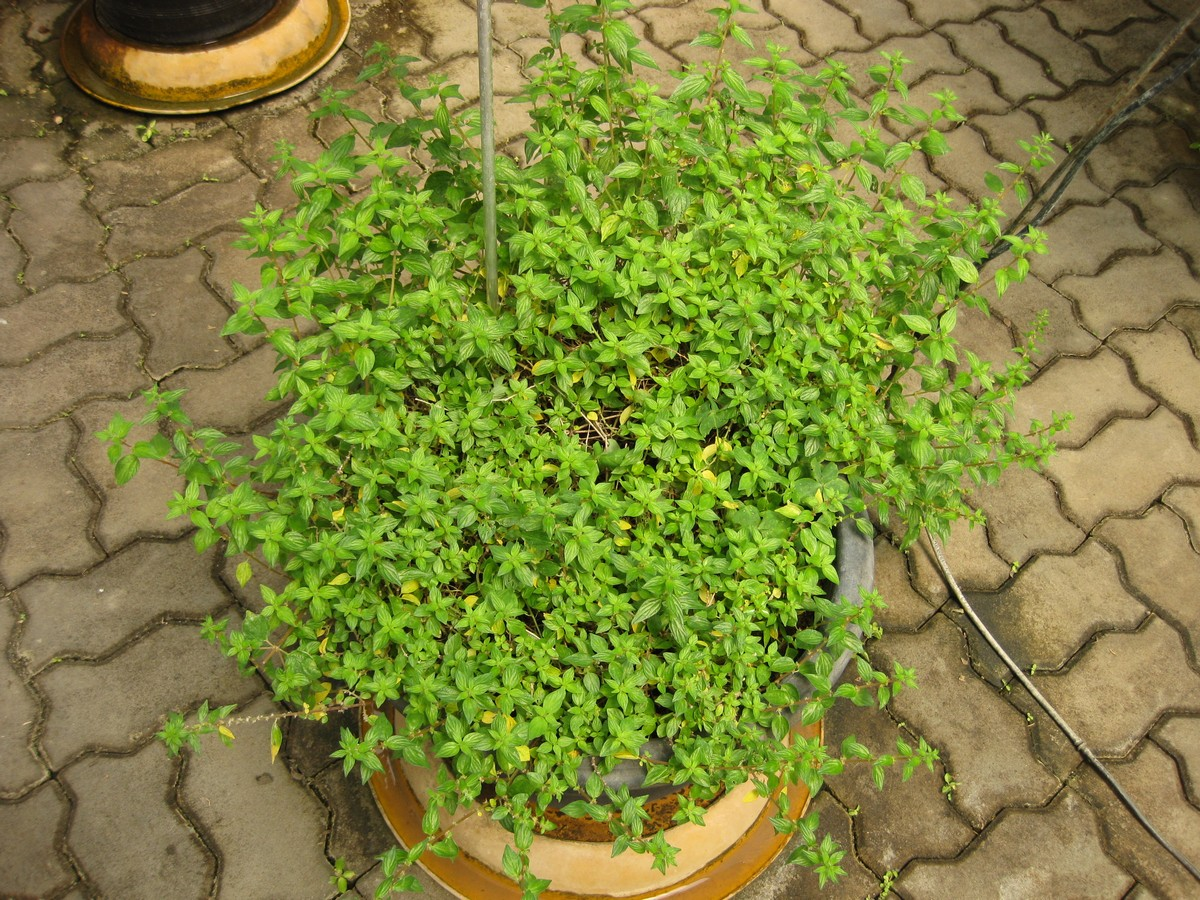
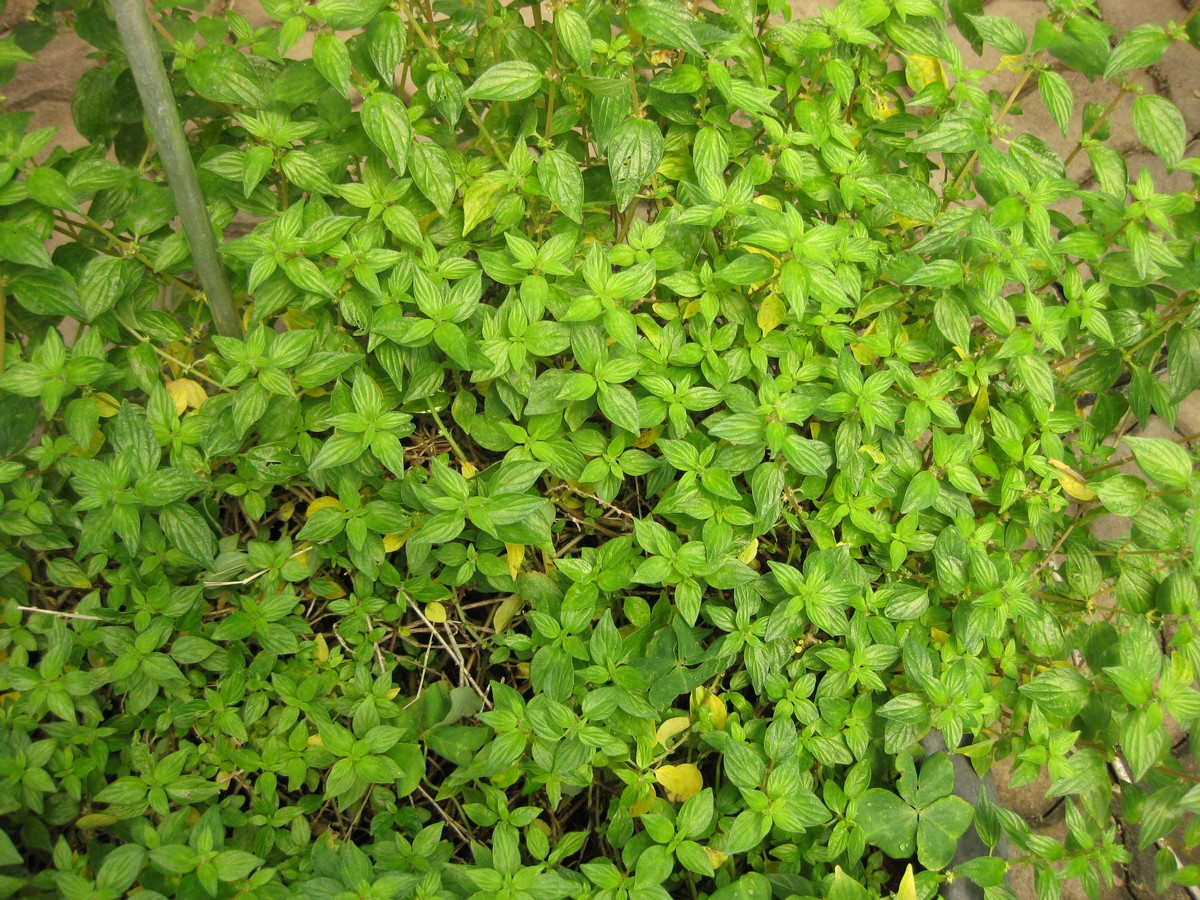
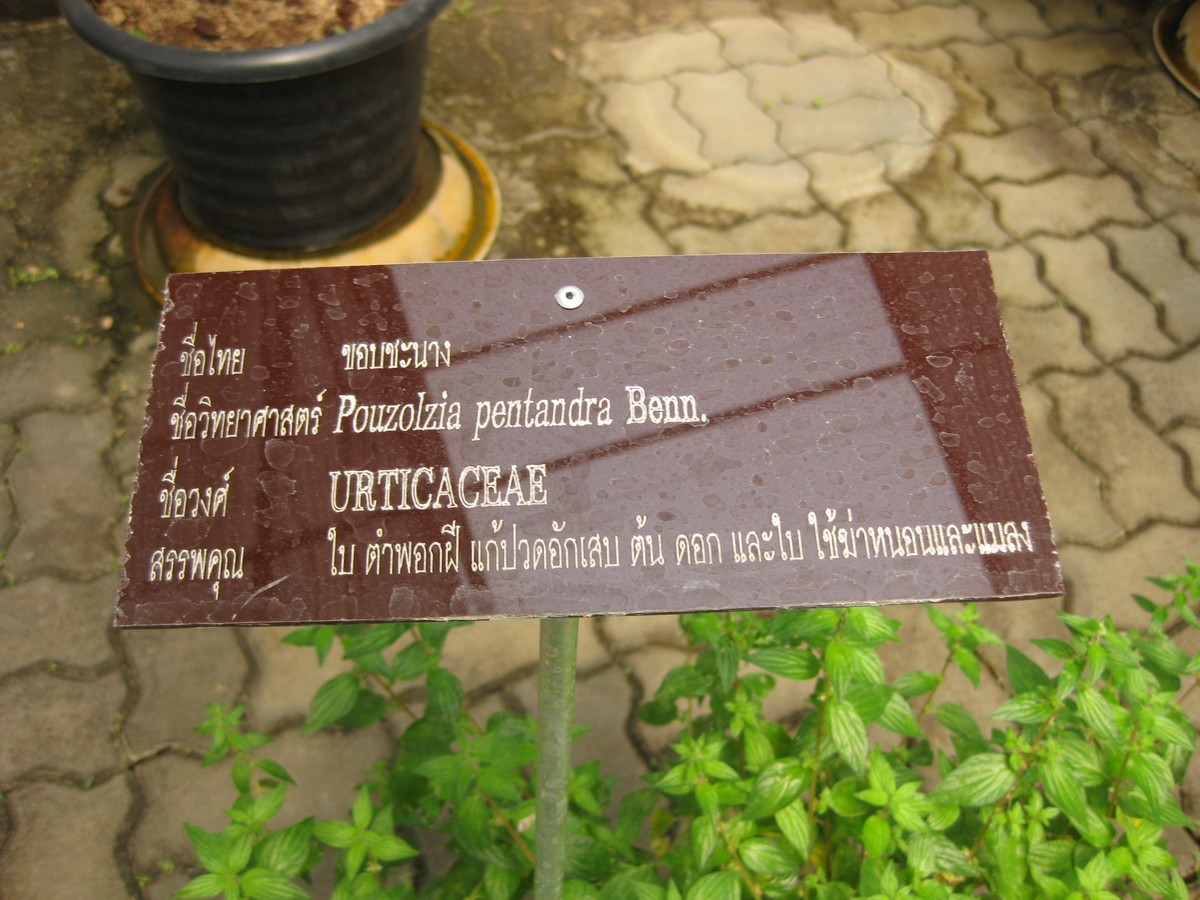